# منصور (اسم)
منصور هو اسم علم شخصي مذكر عربي، معنى الاسم مشتق من النصر، على وزن مفعول ومبالغة اسم الفاعل منه المنتصر على وزن مُفتَعِل، الاسم منتشر في الدول العربية كما أنه منتشر في بعض الدول الإسلامية مثل إيران، تركيا، البوسنة والهرسك.

## الشخصيات
- منصور الراشد بالله خليفة عباسي
- منصور الأبرق جد فرع برقا من قبيلة عتيبة[2]
- منصور الكيخيا سياسي ودبلوماسي ليبي
- منصور البلوي رجل أعمال سعودي
- منصور بن زايد آل نهيان سياسي ورجل أعمال إماراتي
- منصور حسين المنصور ممثل كويتي
- منصور النقيدان صحفي سعودي
- منصور بن عبد العزيز آل سعود سياسي سعودي
- منصور إسكوديرو طبيب نفس إسباني
- منصور العمري صحفي سوري
- منصور بن إلياس طبيب إيراني
- منصور بن عراق رياضياتي إيراني
- منصور بهرامي لاعب كرة مضرب إيراني فرنسي
- منصور حسن سياسي مصري
- منصور عيسوي سياسي مصري
- منصور عيد كاتب لبناني
- منصور عيسى يف مصارع جودو روسي
- منصور مفتاح لاعب كرة قدم قطري
- منصور معلى سياسي ورجل أعمال تونسي
- منصور مويدجا لاعب كرة قدم بوسني